# Marina (bok)
Marina är en spansk ungdomsroman, skriven av Carlos Ruiz Zafón och utgiven 1999. År 2013 gavs den ut på svenska på Bonnier efter översättning av Yvonne Blank. 

## Handling
Under hösten 1979 smyger sig 14-årige Óscar in i ett övergivet hus i Barcelona. Där hittar han en gammal klocka som tar honom bakåt i tiden. I huset träffar han också Marina och hennes far, som båda bär på en mörk hemlighet. Marina tar med Óscar till en gammal kyrkogård där något mycket märkligt händer den fjärde söndagen varje månad klockan tio på förmiddagen. Då kliver en svartklädd beslöjad kvinna ner från en hästdroska och lägger en ros vid en namnlös grav för att sedan försvinna igen. En dag bestämmer sig Óscar och Marina för att följa efter den mystiska damen. Hon beger sig djupt ner i stadens mörka underjord; där börjar äventyret.